# Leucauge albomaculata
Leucauge albomaculata är en spindelart som först beskrevs av Tord Tamerlan Teodor Thorell 1899.  Leucauge albomaculata ingår i släktet Leucauge och familjen käkspindlar.
Artens utbredningsområde är Kamerun. Inga underarter finns listade i Catalogue of Life.